# Episodi de I Dalton (serie animata) (prima stagione)
Di seguito vi sono riportati gli episodi della prima stagione de I Dalton, trasmessi in Italia dal 4 novembre al 6 dicembre 2013 su K2.
| Puntata | Episodio | Titolo originale                            | Titolo italiano                   | Prima TV Italia  |
| ------- | -------- | ------------------------------------------- | --------------------------------- | ---------------- |
| 1       | 1        | Le rideau d'eau                             | La cortina di pioggia             | 4 novembre 2013  |
| 1       | 2        | Le toutou des Dalton                        | Il cane dei Dalton                | 4 novembre 2013  |
| 1       | 3        | Une affaire de goût                         | Questione di gusto                | 4 novembre 2013  |
| 2       | 4        | Crise d'otages                              | Scambio d'ostaggi                 | 5 novembre 2013  |
| 2       | 5        | Dernières volontés                          | Ultime volontà                    | 5 novembre 2013  |
| 2       | 6        | Touche pas á mes diams                      | Non toccate i miei diamanti       | 5 novembre 2013  |
| 3       | 7        | La fiancée du directeur                     | La fidanzata del direttore        | 6 novembre 2013  |
| 3       | 8        | Galères en galeries                         | Galera e gallerie                 | 6 novembre 2013  |
| 3       | 9        | Les Dalton en totem                         | Un dono simbolico                 | 6 novembre 2013  |
| 4       | 10       | Zzzzzz                                      | Zzzzzzzzzzzz...                   | 7 novembre 2013  |
| 4       | 11       | Joli cœur                                   | Dolce cuore                       | 7 novembre 2013  |
| 4       | 12       | Les Dalton font du propre                   | Fratelli casalinghi               | 7 novembre 2013  |
| 5       | 13       | Le magicien                                 | Il mago                           | 8 novembre 2013  |
| 5       | 14       | Mamma mia!                                  | Mamma mia                         | 8 novembre 2013  |
| 5       | 15       | La poudre d'escampette                      | Polvere d'evasione                | 8 novembre 2013  |
| 6       | 16       | Ça bulle pour les Dalton                    | Dalton in bolle                   | 11 novembre 2013 |
| 6       | 17       | Les Dalton atteignent des sommets           | Dalton in alta quota              | 11 novembre 2013 |
| 6       | 18       | Le mouchard                                 | Lo spione                         | 11 novembre 2013 |
| 7       | 19       | Les Dalton en mêlée                         | I Dalton nella mischia            | 12 novembre 2013 |
| 7       | 20       | Le trou de trop                             | Evasione di massa                 | 12 novembre 2013 |
| 7       | 21       | Les Dalton à l'eau                          | I Dalton in acqua                 | 12 novembre 2013 |
| 8       | 22       | Les Dalton à la neige                       | I Dalton sulla neve               | 13 novembre 2013 |
| 8       | 23       | Enfermés dehors                             | Chiusi fuori                      | 13 novembre 2013 |
| 8       | 24       | Gonflés!                                    | Gonfiaggio                        | 13 novembre 2013 |
| 9       | 25       | Le fakir                                    | Il fachiro                        | 14 novembre 2013 |
| 9       | 26       | L'évasion pour les nuls                     | Evasione terapeutica              | 14 novembre 2013 |
| 9       | 27       | Les Dalton timbrés                          | Assalto al carro postale          | 14 novembre 2013 |
| 10      | 28       | Le désert de la mort qui tue                | Galline nel deserto               | 15 novembre 2013 |
| 10      | 29       | Et que ça saute!                            | Un carico pericoloso              | 15 novembre 2013 |
| 10      | 30       | Bisons futés                                | Bisonti astuti                    | 15 novembre 2013 |
| 11      | 31       | Les Dalton disparaissent                    | La scomparsa dei Dalton           | 18 novembre 2013 |
| 11      | 32       | Le Mal du pénitencier                       | Polvere di cactus                 | 18 novembre 2013 |
| 11      | 33       | Les Dalton en roue libre                    | Fuga in bicicletta                | 18 novembre 2013 |
| 12      | 34       | Les Dalton carburent                        | Oro nero                          | 19 novembre 2013 |
| 12      | 35       | Ça va fumer                                 | Panni in fumo                     | 19 novembre 2013 |
| 12      | 36       | Les Dalton tombent sur un os                | Scavo preistorico                 | 19 novembre 2013 |
| 13      | 37       | Enfin libre                                 | Finalmente libero!                | 20 novembre 2013 |
| 13      | 38       | Les Dalton remettent les pendules à l'heure | Viaggio nel tempo                 | 20 novembre 2013 |
| 13      | 39       | Les Dalton pouponnent                       | I Dalton coccoloni                | 20 novembre 2013 |
| 14      | 40       | Joe le dirlo                                | Joe il direttore                  | 21 novembre 2013 |
| 14      | 41       | Un Noël pour les Dalton                     | Un Natale per i Dalton            | 21 novembre 2013 |
| 14      | 42       | Le maillon faible                           | L'anello debole                   | 21 novembre 2013 |
| 15      | 43       | Ils sont fous ces Dalton                    | Sono pazzi, questi Dalton!        | 22 novembre 2013 |
| 15      | 44       | Joe fait l'autruche                         | Joe fa lo struzzo                 | 22 novembre 2013 |
| 15      | 45       | Les Dalton prennent l'air                   | I Dalton prendono aria            | 22 novembre 2013 |
| 16      | 46       | La vache et les prisonniers                 | La mucca e i prigionieri          | 25 novembre 2013 |
| 16      | 47       | Averell, tu dors                            | Il genio dormiente                | 25 novembre 2013 |
| 16      | 48       | Les Dalton dans la farine                   | I Dalton nella farina             | 25 novembre 2013 |
| 17      | 49       | Magnetic Joe                                | Joe il magnetico                  | 26 novembre 2013 |
| 17      | 50       | Les Dalton se mettent au courant            | La luce della libertà             | 26 novembre 2013 |
| 17      | 51       | Les Dalton se refont une beauté             | I Dalton si fanno belli           | 26 novembre 2013 |
| 18      | 52       | Le code Dalton                              | Il codice Dalton                  | 27 novembre 2013 |
| 18      | 53       | Une solide amitié                           | Un'amicizia solida                | 27 novembre 2013 |
| 18      | 54       | Le passage secret                           | Il passaggio segreto              | 27 novembre 2013 |
| 19      | 55       | Les Dalton twistés                          | I Dalton intrappolati dal tornado | 28 novembre 2013 |
| 19      | 56       | Esprit, es-tu là?                           | Evasione dal corpo                | 28 novembre 2013 |
| 19      | 57       | La reincarnation                            | La reincarnazione                 | 28 novembre 2013 |
| 20      | 58       | La prisonnière                              | La prigioniera                    | 29 novembre 2013 |
| 20      | 59       | Joe le funambule                            | Joe il funambolo                  | 29 novembre 2013 |
| 20      | 60       | Trompe l'œil                                | L'apparenza inganna               | 29 novembre 2013 |
| 21      | 61       | Les Dalton dans la jungle                   | I Dalton nella giungla            | 1º dicembre 2013 |
| 21      | 62       | Le vol de trop                              | Un volo di troppo                 | 1º dicembre 2013 |
| 21      | 63       | Le fils de la jungle                        | Il figlio della giungla           | 1º dicembre 2013 |
| 22      | 64       | Les Dalton à la poubelle                    | I Dalton nella spazzatura         | 2 dicembre 2013  |
| 22      | 65       | 18 trous pour 4 Dalton                      | 18 buche per 4 Dalton             | 2 dicembre 2013  |
| 22      | 66       | Le serment des Dalton                       | Il giuramento dei Dalton          | 2 dicembre 2013  |
| 23      | 67       | Les Dalton font leur cinéma                 | I Dalton si danno al cinema       | 3 dicembre 2013  |
| 23      | 68       | Fan des Dalton                              | Un fan per i Dalton               | 3 dicembre 2013  |
| 23      | 69       | Rodéo pour les Dalton                       | Rodeo per i Dalton                | 3 dicembre 2013  |
| 24      | 70       | Le pari                                     | La scommessa                      | 4 dicembre 2013  |
| 24      | 71       | Daltonland                                  | Sorridi, ci sono i turisti!       | 4 dicembre 2013  |
| 24      | 72       | Un ovni pour les Dalton                     | Un ufo per i Dalton               | 4 dicembre 2013  |
| 25      | 73       | Deux minutes d'arrêt                        | Due minuti di sosta               | 5 dicembre 2013  |
| 25      | 74       | Le devin                                    | L'indovino                        | 5 dicembre 2013  |
| 25      | 75       | Les rois du ring                            | Il re del ring                    | 5 dicembre 2013  |
| 26      | 76       | Bête et méchant                             | Il lato oscuro... di Averell      | 6 dicembre 2013  |
| 26      | 77       | Les Dalton font le mur                      | I Dalton oltre il muro            | 6 dicembre 2013  |
| 26      | 78       | Le coup du poulet                           | Il colpo del pollo                | 6 dicembre 2013  |